# Tieme Klompe
Tieme Klompe (Roden, 8 april 1976) is een voormalig Nederlands voetballer, die speelde als verdediger.
Klompe begon zijn loopbaan bij VV Roden en werd vooral bekend door zijn periode bij sc Heerenveen waar hij als verdediger acht seizoenen speelde. Na een langdurige blessure speelde hij in het seizoen 2004/05 nog twee wedstrijden voor RKC Waalwijk. Als amateur speelde hij een seizoen later nog eenmaal voor FC Groningen. Zijn carrière beëindigde hij gedurende dat seizoen. In totaal speelde hij 148 wedstrijden waarin hij geen enkel doelpunt scoorde, zelfs niet in eigen doel. In de seizoenen 2012/13 tot en met 2016/17 was hij assistent-trainer bij sc Heerenveen, in 2015 als rechterhand van hoofdtrainer Dwight Lodeweges en na diens vertrek van interim-trainer Foppe de Haan. Tijdens deze periode was hij in de seizoenen 2014/15 en 2015/16 trainer van Jong Heerenveen en als assistent-trainer actief bij Nederland O20. In het seizoen 2018/19 was hij hoofdtrainer bij Harkemase Boys, welke functie hij voortijdig beëindigde.

## Clubstatistieken
| Seizoen | Club          | Competitie | Duels | Goals |
| ------- | ------------- | ---------- | ----- | ----- |
| 1996/97 | sc Heerenveen | Eredivisie | 6     | 0     |
| 1997/98 | sc Heerenveen | Eredivisie | 27    | 0     |
| 1998/99 | sc Heerenveen | Eredivisie | 29    | 0     |
| 1999/00 | sc Heerenveen | Eredivisie | 24    | 0     |
| 2000/01 | sc Heerenveen | Eredivisie | 24    | 0     |
| 2001/02 | sc Heerenveen | Eredivisie | 24    | 0     |
| 2002/03 | sc Heerenveen | Eredivisie | 10    | 0     |
| 2003/04 | sc Heerenveen | Eredivisie | 0     | 0     |
| 2004/05 | RKC Waalwijk  | Eredivisie | 2     | 0     |
| 2005/06 | FC Groningen  | Eredivisie | 1     | 0     |